# Stampin’ Ground
A Stampin’ Ground angol hardcore punk/groove metal együttes. 1995-ben alakultak meg Cheltenham-ben. 2006-ban feloszlottak, 2014-ben újból összeálltak. Pályafutásuk alatt olyan nevekkel turnéztak már, mint az Anthrax, Chimaira, The Haunted, Sick of It All, Agnostic Front és Soulfly, valamint a 2014-es Sonisphere fesztiválon is játszottak.

## Tagok
- Adam Frakes-Sime - ének (1998-2006, 2014-)
- Scott Atkins - gitár (1995-2006, 2014-)
- Paul Fletcher - gitár (2014-)
- Neil Hutton - dob (2002-2006, 2014-)
- Ben Frost - basszusgitár (2003-2006, 2014-)

Korábbi tagok
- Anthony "Mobs" Mowbray - gitár (1995-2006)
- Ian Glasper - basszusgitár (1995-2003)
- Adrian "Ade" Stokes - dob (1995-2002)
- Heath Crosby - ének (1995-1997)

## Diszkográfia
- Demons Run Amok (1997)
- An Expression of Repressed Violence (1998)
- Carved from Empty Words (2000)
- A New Darkness Upon Us (2003)
- Allied Forces (Stampin' Ground / North Side Kings split lemez, 2003)

## Egyéb kiadványok

### Demók
- Demo 1995

### EP-k, kislemezek
- Dawn of Night (1996)
- Starved (1996)
- Stampin' Ground / Knuckledust - The Darkside versus The Eastside (1999)
- Trapped in the Teeth of Demons (2003)

### Válogatáslemezek
- Stampin' Ground (1996)
- The Haunted / Shadows Fall / Diecast / God Forbid / Heaven Shall Burn / Devilinside / Stampin' Ground - Free CD (promó CD, 2004)